# Ourika (romanzo)
Ourika è un romanzo pubblicato anonimamente dall'autrice Claire De Duras.
Claire De Duras non aveva alcuna ambizione letteraria, ma cedette alle pressioni dello scrittore Chateaubriand pubblicando questo romanzo quando si ritirò in campagna a causa di una grave malattia nel 1820.

## Sinossi
Ourika è stata acquistata al mercato degli schiavi del governo del Senegal e viene deportata a Parigi. Qui riceve una buona educazione. All'età di dodici anni si rende conto del pregiudizio che suscita il colore della sua pelle. Si innamora di Charles ma, quando lui si sposa, Ourika si ritira in convento, dove muore prematuramente.

## Analisi
È il primo romanzo nella letteratura francese ad affrontare il tema delle relazioni interrazziali e, in particolare, dell'amore tra due persone di razze differenti. Questo è il motivo per cui questo romanzo è stato lungamente osteggiato dalla società benpensante dell'epoca. Tradotto in inglese da John Fowles, Ourika ha avuto una grande influenza sul suo romanzo La Donna del Tenente Francese. Nella prefazione della sua traduzione di Ourika, Fowles osserva che questo "piccolo strano romanzo" lo ha influenzato specialmente nel suo desiderio "to write about a woman who had been unfairly exiled from society" (di scrivere di una donna che è stata ingiustamente esiliata dalla società). [John Fowles, Foreward, in Duras, Ourika, xxix-xxx.]
In teatro, la Compagnia La Poursuite ha portato la storia di Ourika in scena in uno spettacolo intitolato Ourika, de Gorée au pays des Lumières nel 2010.